# Route nationale 462
Pour les articles homonymes, voir Route 462.
La route nationale française 462 ou RN 462 était une route nationale française reliant Étalans à Saint-Gorgon-Main.
À la suite de la réforme de 1972 et au prolongement de la RN 57 vers la Suisse, la RN 462 a été transformée en RN 57.

## Ancien tracé N 57
- Étalans
- Fallerans
- Nods
- Saint-Gorgon-Main